# Moçambique i olympiska sommarspelen 2012
Moçambique deltog i olympiska sommarspelen 2012 som ägde rum i London i Storbritannien mellan den 27 juli och den 12 augusti 2012. Ingen av landets deltagare erövrade någon medalj.

## Boxning
- Huvudartikel: Boxning vid olympiska sommarspelen 2012

Herrar
| Boxare                | Gren          | Sextondelsfinal          | Åttondelsfinal       | Kvartsfinal          | Semifinal            | Final                | Final            |
| Boxare                | Gren          | Motståndare Resultat     | Motståndare Resultat | Motståndare Resultat | Motståndare Resultat | Motståndare Resultat | Placering        |
| --------------------- | ------------- | ------------------------ | -------------------- | -------------------- | -------------------- | -------------------- | ---------------- |
| Juliano Gento Maquina | Lätt flugvikt | Aleksandrov (BUL) L 7–22 | Gick inte vidare     | Gick inte vidare     | Gick inte vidare     | Gick inte vidare     | Gick inte vidare |

## Friidrott
- Huvudartikel: Friidrott vid olympiska sommarspelen 2012

Förkortningar
- Notera – Placeringar gäller endast den tävlandes eget heat
- Q = Kvalificerade sig till nästa omgång via placering
- q = Kvalificerade sig på tid eller, i fältgrenarna, på placering utan att ha nått kvalgränsen
- NR = Nationellt rekord
- N/A = Omgången inte möjlig i grenen
- Bye = Idrottaren behövde inte delta i omgången

Herrar
Bana och väg
| Idrottare  | Gren       | Heat     | Heat      | Semifinal | Semifinal | Final            | Final            |
| Idrottare  | Gren       | Resultat | Placering | Resultat  | Placering | Resultat         | Placering        |
| ---------- | ---------- | -------- | --------- | --------- | --------- | ---------------- | ---------------- |
| Kurt Couto | 400 m häck | 49.31    | 3 Q       | 51.55     | 8         | Gick inte vidare | Gick inte vidare |

Damer
Bana och väg
| Idrottare       | Gren       | Heat     | Heat      | Semifinal        | Semifinal        | Final            | Final            |
| Idrottare       | Gren       | Resultat | Placering | Resultat         | Placering        | Resultat         | Placering        |
| --------------- | ---------- | -------- | --------- | ---------------- | ---------------- | ---------------- | ---------------- |
| Silvia Panguana | 100 m häck | 14.68    | 8         | Gick inte vidare | Gick inte vidare | Gick inte vidare | Gick inte vidare |

## Judo
Herrar
| Idrottare      | Gren                    | 32-delsfinal         | Sextondelsfinal        | Åttondelsfinal       | Kvartsfinal          | Semifinal            | Återkval             | Bronsmatch           | Final                | Final            |
| Idrottare      | Gren                    | Motståndare Resultat | Motståndare Resultat   | Motståndare Resultat | Motståndare Resultat | Motståndare Resultat | Motståndare Resultat | Motståndare Resultat | Motståndare Resultat | Placering        |
| -------------- | ----------------------- | -------------------- | ---------------------- | -------------------- | -------------------- | -------------------- | -------------------- | -------------------- | -------------------- | ---------------- |
| Neuso Sigauque | Extra lättvikt (-60 kg) | BYE                  | Lomo (SOL) L 0010–0100 | Gick inte vidare     | Gick inte vidare     | Gick inte vidare     | Gick inte vidare     | Gick inte vidare     | Gick inte vidare     | Gick inte vidare |